# Episodi di Les Mystères de l'amour (quarta stagione)
La quarta stagione della serie televisiva Les Mystères de l'amour è andata in onda in Francia dal 17 febbraio 2013 al 13 ottobre 2013 sul canale Telemontecarlo.
In Italia è inedita.
| nº | Titolo originale        | Titolo italiano | Prima TV Francia  | Prima TV Italia |
| -- | ----------------------- | --------------- | ----------------- | --------------- |
| 1  | Papa cherche maman      |                 | 17 febbraio 2013  |                 |
| 2  | De beaux projets        |                 | 24 febbraio 2013  |                 |
| 3  | Chantage                |                 | 3 marzo 2013      |                 |
| 4  | Trompeuses apparences   |                 | 10 marzo 2013     |                 |
| 5  | Jolies poupées          |                 | 17 marzo 2013     |                 |
| 6  | À chacun son jouet      |                 | 24 marzo 2013     |                 |
| 7  | Inquiétude              |                 | 31 marzo 2013     |                 |
| 8  | Un petit peu de moi     |                 | 7 aprile 2013     |                 |
| 9  | Fièvres                 |                 | 14 aprile 2013    |                 |
| 10 | Résurgences             |                 | 21 aprile 2013    |                 |
| 11 | Voyages                 |                 | 28 aprile 2013    |                 |
| 12 | Rivalités               |                 | 5 maggio 2013     |                 |
| 13 | Love Island             |                 | 12 maggio 2013    |                 |
| 14 | Bonnes nouvelles        |                 | 19 maggio 2013    |                 |
| 15 | Rapprochement           |                 | 26 maggio 2013    |                 |
| 16 | Mensonges               |                 | 2 giugno 2013     |                 |
| 17 | Glacial                 |                 | 9 giugno 2013     |                 |
| 18 | Tristesses              |                 | 16 giugno 2013    |                 |
| 19 | Lignes parallèles       |                 | 23 giugno 2013    |                 |
| 20 | La fin du voyage        |                 | 6 luglio 2013     |                 |
| 21 | Les dés sont jetés      |                 | 8 settembre 2013  |                 |
| 22 | Les miracles de l'amour |                 | 15 settembre 2013 |                 |
| 23 | Retrouvailles           |                 | 22 settembre 2013 |                 |
| 24 | Au vitriol              |                 | 29 settembre 2013 |                 |
| 25 | Tortures                |                 | 6 ottobre 2013    |                 |
| 26 | Tout va bien !          |                 | 13 ottobre 2013   |                 |